# Il messaggio (film 1937)
Il messaggio (Le messager) è un film del 1937 diretto da Raymond Rouleau.
Esso è basato su un'opera teatrale di Henri Bernstein.